# دون كارلوس يونغ
دون كارلوس يونغ (بالإنجليزية: Don Carlos Young)‏ هو مهندس معماري أمريكي، ولد في 6 مايو 1855 في سولت ليك في الولايات المتحدة، وتوفي بنفس المكان في 19 أكتوبر 1938.